# Ponceau de Saint-Ilan
Le ponceau de Saint-Ilan est un ouvrage d'art construit par Louis Harel de la Noë. Il a été conçu pour la ligne Saint-Brieuc - Moncontour des chemins de fer des Côtes-du-Nord. Cette passerelle est située sur la commune de Langueux, en Bretagne.

## Description
L'ouvrage est constitué d'une maçonnerie de granite, gneiss et brique. Il comporte une seule travée d'arche de 4 mètres d'ouverture. Le tablier est formé d'une dalle en béton armé au centre et de deux voûtes latérales, le tout reposant sur deux culées appareillées en maçonnerie.

## Historique
Le pont a été construit entre 1902 et 1905.
Il enjambe le sentier des douaniers qui mène au château de Saint-Ilan.